# Daban
Daban è un comune rurale del Mali facente parte del circondario di Kati, nella regione di Koulikoro.
Il comune è composto da 10 nuclei abitati:
- Bayabougou
- Bouala
- Daban
- Marakabougou
- Monitou
- N'Tjiba Bouloukou
- Sankebougou
- Siracoroni
- Sirakoro
- Tiessamabougou